# Dan Alexe
Dan Alexe (n. 3 septembrie 1961, Cochirleanca, România) este un scriitor, cineast, jurnalist și traducător român, stabilit în Belgia.

## Biografie
A plecat din România în anul 1988, în urma faptului că a publicat în revista „Agora” din Washington o piesă de teatru intitulată Rămăieni care avea ca temă ravagiile protocronismului. În același an, a participat la realizarea unui film documentar în Belgia, care denunța regimul lui Nicolae Ceaușescu. Cu această experiență, s-a stabilit în Belgia și a colaborat ca ziarist liber profesionist la BBC, Europa Liberă și, ulterior, la publicațiile grupului german WAZ. 

## Filmografie
A călătorit și a realizat filme documentare în Cecenia, Afganistan, Pakistan, Kosovo și Asia Centrală. De asemenea, a trăit lungi perioade în Caucaz, Balcani sau Afganistan, predând jurnalismul. A lucrat ca inginer de sunet la peste 20 de producții.
În 1998 a obținut Premiul Criticii Internaționale la Festivalul din Amsterdam și Premiul Ministerului Francez al Culturii, pentru filmul său Howling for God / Iubiții Domnului. Filmul spune povestea unor derviși din Balcani care sunt practicanți ai unui ritual extrem de violent de yoga islamică.
Filmul lui Dan Alexe din 2006, Cabală în Kabul, realizat în Kabul, Afganistan, îi arată pe ultimii doi evrei (conform producătorului) din oraș care locuiesc acum în fosta sinagogă. Cei doi evrei se urăsc reciproc, ceea ce face premisa unui „documentar de comedie”.  Aceștia se acuză reciproc că i-au ajutat pe talibani și își câștigă amândoi existența făcând negoț cu vecinii săi musulmani: bătrânul Isaac le vinde amulete, în timp ce Zebulon, de vârstă mijlocie, le vinde vin, produs ilegal. Filmul a primit Marele Premiu al „Musée de l'homme”, distincții la Festivalurile Flahertiana din Rusia și Festivalul Astra din Sibiu și Premiul Publicului la Nyon, Elveția.

### Filme regizate
- Cabal in Kabul (2006)
- Howling for God (1998)

## Publicistică
- Miros de roșcată amară și alte povestiri scandaloase, Prefață: Radu Paraschivescu, Humanitas, București 2014, 220 de pagini ISBN 978-973-50-4343-8
- Dacopatia și alte rătăciri românești, Humanitas, București 2015, 356 de pagini, ISBN 978-973-50-4833-4; Ediția a doua revăzută și adăugită, Humanitas, București 2021, 516 pagini, ISBN 9789735072254
- În punctul lui rebbe G., Polirom, Iași 2016, 232 de pagini, ISBN 978-973-46-6241-8
- Pantere parfumate,  Polirom, Iași 2017, 304 pagini, ISBN 978-973-46-7114-4
- Babel. La început a fost Cuvântul, Humanitas, București 2022, 206 pagini, ISBN 978-973-50-7750-1
- De-a dacii și romanii. O introducere în istoria limbii și etnogenezei românilor, Humanitas, București 2023, 264 pagini, ISBN 978-973-50-8216-1